# Leon Valley, Texas
Leon Valley là một thành phố thuộc quận Bexar, tiểu bang Texas, Hoa Kỳ. Năm 2010, dân số của xã này là 10151 người.

## Dân số
- Dân số năm 2000: 9239 người.
- Dân số năm 2010: 10151 người.